# Skanderna
Skanderna, Skandinaviska fjällkedjan eller vardagligt fjällen (finska: Skandit; nordsamiska: Skánddat), är en bergskedja i Skandinavien och nordvästligaste Finland (Enontekis kommun). Kölen, på norska Kjølen, på finska Köli, avser den långa fjällrygg som på vissa breddgrader utgör gräns mellan Sverige och Norge och som utgör vattendelare mellan Östersjöns och Atlantens avrinningsområden. 
Berggrunden i Skanderna är starkt påverkad av de skollor som uppkom när bergskedjan Kaledoniderna bildades för 510–400 miljoner år sedan, men denna bergskedja har topografiskt sedan länge eroderats bort. Den nuvarande topografin i Skanderna har uppkommit genom upphöjning av berggrunden under de senaste 40 miljoner åren kombinerat med erosion under kvartära nedisningar.
Plinius d.ä. benämner bergskedjan Sevo mons (Seveberget).

## Geografi
Skanderna är en av de längsta bergskedjorna i Europa, med en utsträckning av 170 mil från sydväst längs hela den västra sidan av den Skandinaviska halvön, från den norska Skagerrak-kusten i söder till Nordkap i norr. Den har en största bredd av 30 mil. Bergskedjan utgör den ungefärliga gränsen mellan Norge och Sverige sedan erövringar och gränsrevisioner på 1600-talet. I norr bildar bergen gräns även mellan Finland och Norge. 
Skanderna täcker huvuddelen av Norge, den nordvästra delen av Sverige och i öster ett litet hörn av det nordligaste Finland. Bergskedjan har två höghöjdsområden, en i södra Norge runt Jotunheimen där Galdhöpiggen (2 469 m ö.h.) återfinns som den högsta punkten i den norska fjällkedjan och en annan i norra Sverige, med Kebnekaise (2 098 m ö.h.) som är Sveriges högsta punkt. Även Finlands högsta punkt (1 324 m ö.h.) ligger i denna bergskedja, på Haldefjäll.

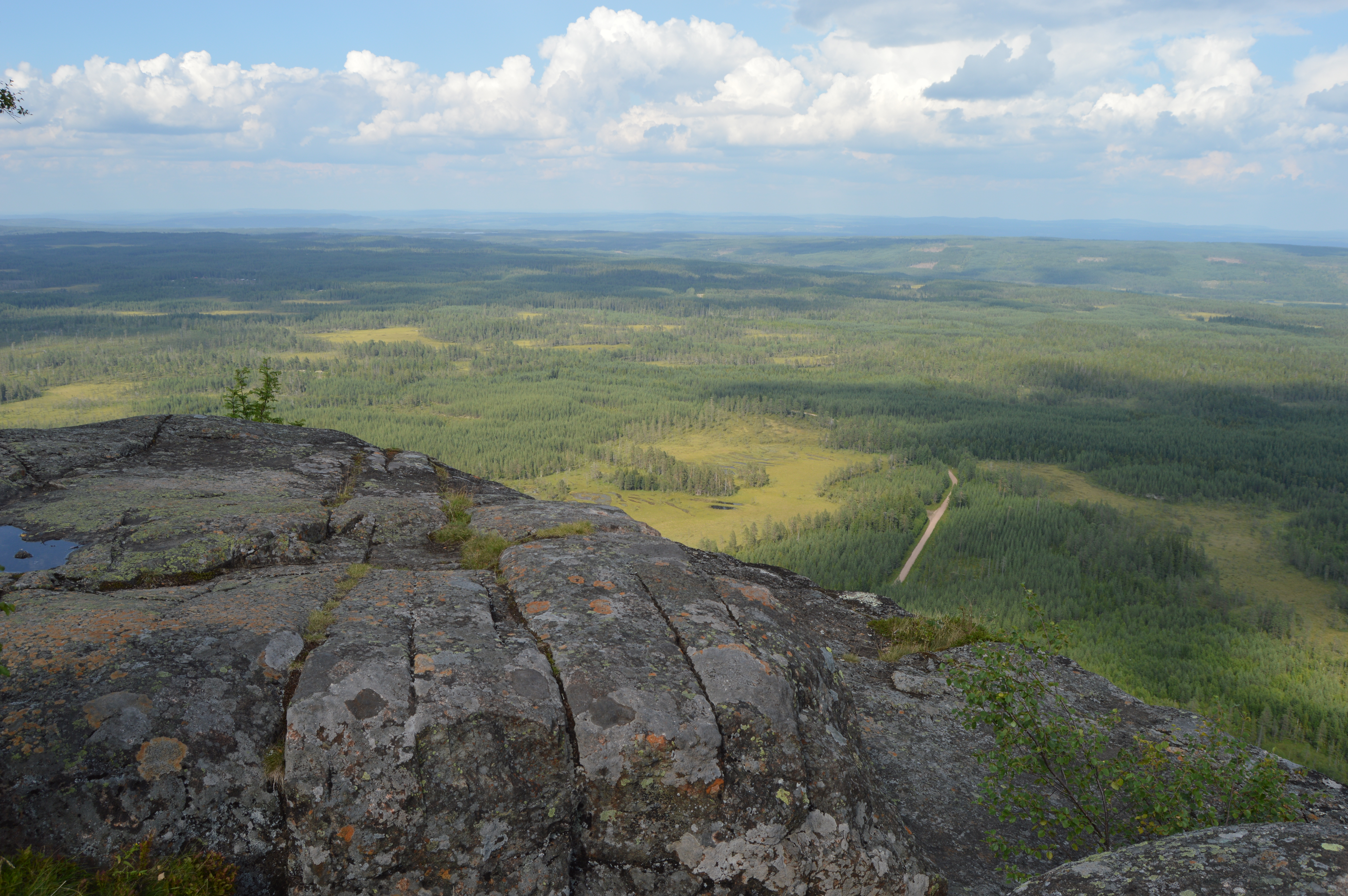
På östra sidan vattendelaren förekommer utlöpare med hög lokal höjdrelief ofta långt utanför fjällområdena. Ett exempel på det är Lybergsgnupen i Dalarna.

I väster slutar bergen i Norska havet och Nordsjön och bildar de norska fjordarna, som ger upphov till en veckad och bergig kustlinje där terrängen ofta faller 1 000–1 500 meter ned till havet. Den östra sidan av fjällkedjan är inte alltid tydligt avgränsad. Bergen tornar upp sig över böljande platåer och har vanligen jämförelsevis lägre lokal relief. Även på avstånd framstår massiven ofta som enskilda snarare än del av en sammanhängande kedja. Detta är sannolikt också en av anledningarna till att bergen ofta refererats till som enskilda massiv, snarare än en sammanhängande bergskedja. Österut övergår fjällregionen gradvis i bergkullterräng och bergkullslätt, där berg med tydlig relief över landskapet fortsatt förekommer långt ut från vattendelaren i bergskedjan.

## Klimat
Klimatet i bergskedjan varierar beroende på latitud, höjd över havet och lokal påverkan från kontinentala luftmassor i öst och maritima luftmassor i väst. På den västra sidan råder kustklimat, med mycket nederbörd och mycket milda temperaturer vintertid för dessa breddgrader. På sommaren har havet i stället en avkylande effekt. Den östra sidan är mer kontinental med lägre nederbörd, varmare somrar och betydligt kallare vintrar.
Närheten till havet och det maritima klimatet i väst innebär stora snömängder vintertid, och sommartid råder förhållandevis kyliga temperaturer med mindre snösmältning jämfört med längre österut. En konsekvens av detta är att nivån där jämvikt råder mellan ackumulation och avsmältning för glaciärer sjunker i västlig riktning. Exempelvis sjunker jämviktslinjen från 2 100 m ö.h vid Jotunheimen i öster till 1 500 m ö.h i väster vid Jostefonn. Detta gör att ett större antal glaciärer återfinns på den västra sidan. Av dessa är Jostedalsbreen störst, vilken även utgör den största glaciären på det europeiska fastlandet. 

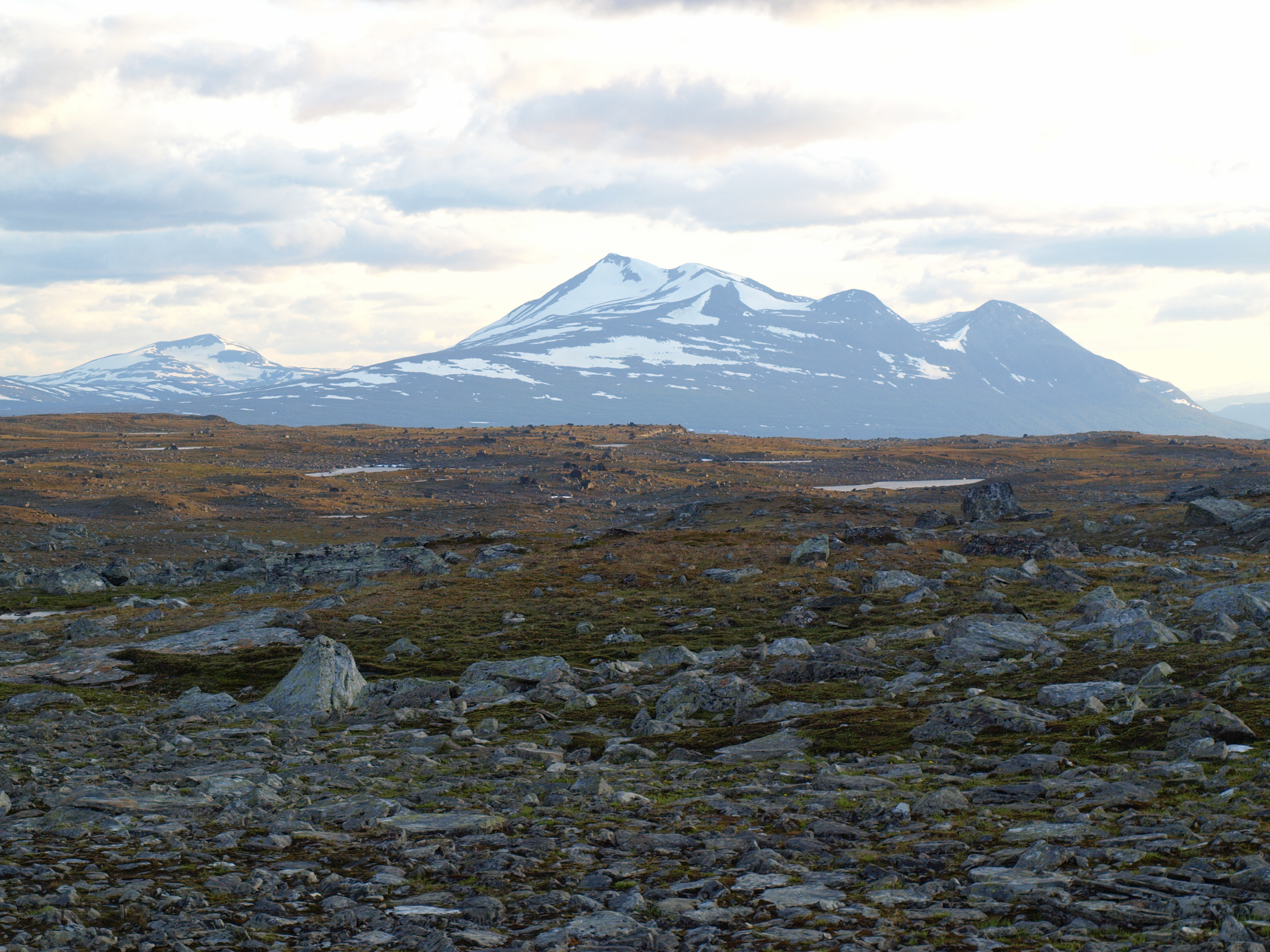
Bergsmassivet Akka i Stora Sjöfallets nationalpark.

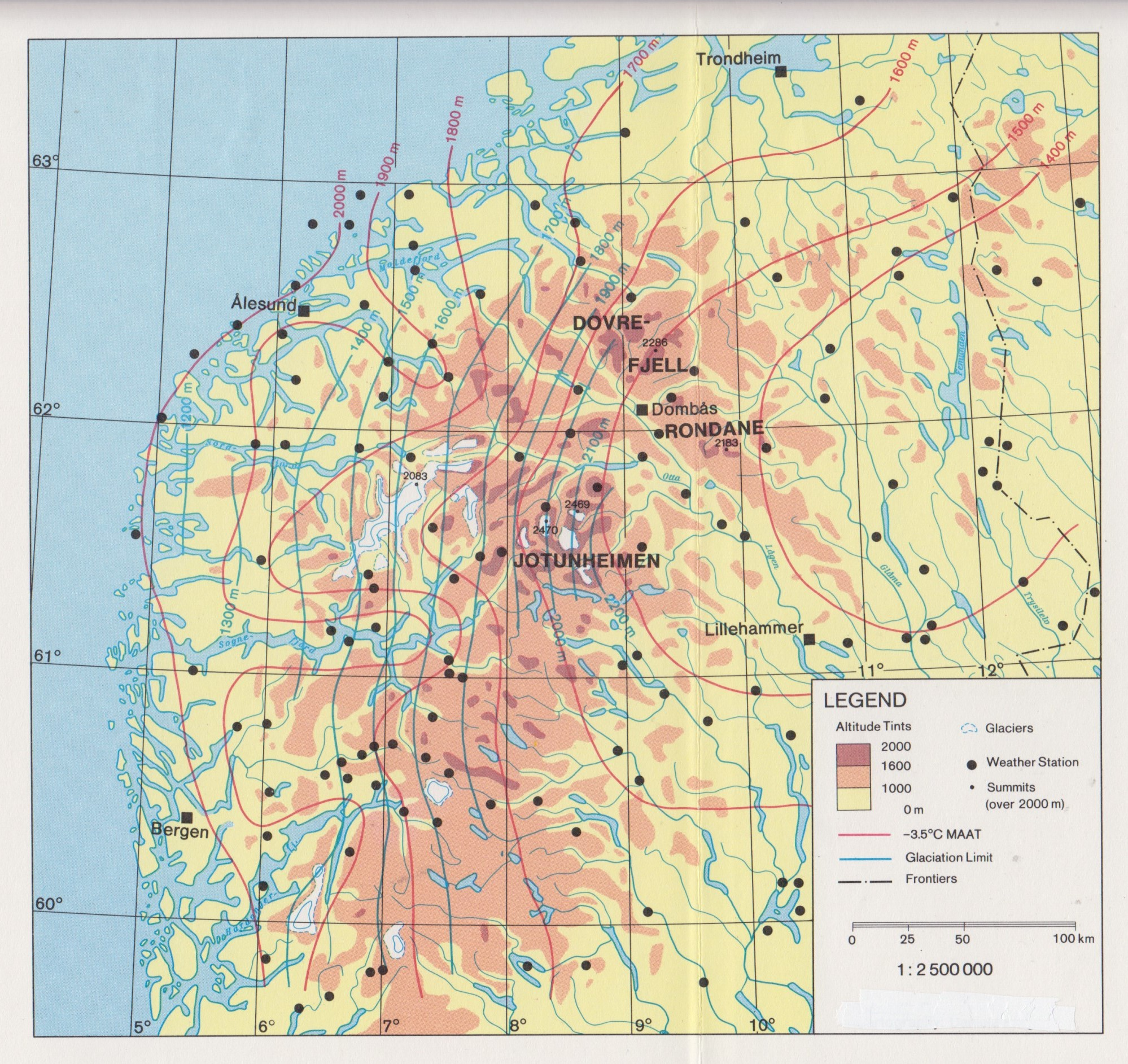
Topografisk karta över massiven kring Jotunheimen. Kontinuerlig alpin permafrost kan förväntas ovan altituder angivna av de röda linjerna, vilka motsvarar isotermen för -3.5°C i årsmedeltemperatur. Blåa linjer anger altituder där jämvikt råder för avsmältning och ackumulering av glaciärer.

Längre österut möjliggör kalla vintrar och sjunkande årsmedeltemperatur ökad förekomst av permafrost i de mer höglänta delarna av bergskedjan. Den lägre gränsen för sporadisk permafrost sjunker från ca 1 700 m ö.h i Västra Norge till ca 1 500 m ö.h nära gränsen till Sverige i södra delarna av Skanderna. I norr sjunker gränsen i stället från ca 1 600 m ö.h vid kusten till ca 1 100 m ö.h i området kring Kebnekaise. Jämviktslinjen för glaciärer och gränsen för permafrostens förekomst visar med andra ord motsatta trender geografiskt.
I väst kan den genomsnittliga årliga nederbörden lokalt uppgå till över 4 000 mm, exempelvis har Gullfjellet 4 067 mm. Detta kan jämföras med att vissa djupa dalar i regnskugga får under 500 mm, exempelvis har Skjåk i snitt mindre än 300 mm uppmätt nederbörd årligen. 
De varmaste delarna av bergskedjan återfinns i låglänta områden nära kusten vintertid, de milda förhållandena resulterar här bland annat i att medeltemperaturen under årets kallaste månad ligger över 0 grader ända upp till Lofoten. Sommartid är klimatet varmast i sydöst nedanför trädgränsen. Områdena kring Sonfjället har för regionen extremt högt belägen trädgräns tack vare kontinentalt klimat och förhållandevis höga temperaturer sommartid. 
Vintertid är det i regel kallast i nordöst, särskilt i vindskyddade dalgångar där temperaturinversion får verka ostört. Exempel på detta inkluderar Nikkaluokta, beläget i en dalgång i närheten av Kebnekaise där medeltemperaturen för januari månad under referensperioden 1960–1990 var så låg som –17,8 ˚C. I dessa områden är det inte ovanligt att temperaturen sjunker till –40 ˚C, och temperaturer under -50˚C har observerats. Sett till kallaste temperaturerna sommartid samt över året som helhet är det i regel kallast på kalfjället ovanför trädgränsen, där temperaturen i genomsnitt vanligen understiger 10 ˚C under årets varmaste månader. På de högsta fjälltopparna över 2 000 m ö.h är medeltemperaturen i regel endast ett par plusgrader under den varmaste månaden och årsmedeltemperaturen så låg som ca –7 ˚C. Detta utgör förhållanden som förknippas med kontinuerlig permafrost i marken ned till ett betydande djup.
Variationerna i temperatur och nederbörd påverkar också vegetationen starkt, vilket ger rika fuktiga skogar med lövträd och barrträd på sydsluttningarna som kontrasterar med den ofta artfattigare tajgan på de östra sidan. Den alpina tundran karaktäriseras av vårtbjörk på den subalpina nivån. Denna miljö är bergskedjans bäst bevarade, med ett stort antal nationalparker och naturreservat.
Klimat för Kvamskogen 1990–2020 (455 m ö.h.), platå i sydvästra Norge
|                                            | Jan  | Feb  | Mar  | Apr | Maj  | Jun  | Jul  | Aug  | Sep  | Okt | Nov  | Dec  |
| ------------------------------------------ | ---- | ---- | ---- | --- | ---- | ---- | ---- | ---- | ---- | --- | ---- | ---- |
| Normaldygnets maximitemperaturs medelvärde | 1,0  | 1,2  | 3,1  | 7,2 | 12,0 | 14,9 | 17,2 | 16,3 | 13,0 | 8,1 | 3,9  | 1,3  |
| Normaldygnets minimitemperaturs medelvärde | −3,9 | −4,5 | −3,0 | 0,0 | 3,5  | 6,9  | 9,5  | 9,2  | 6,6  | 2,6 | −0,9 | −3,6 |
|                                            |      |      |      |     |      |      |      |      |      |     |      |      |
| Nederbörd                                  | 366  | 294  | 281  | 172 | 147  | 181  | 180  | 233  | 299  | 363 | 335  | 383  |

| Diagram | temperaturer i °C • månadsnederbörd i mm • Källa: | temperaturer i °C • månadsnederbörd i mm • Källa: | temperaturer i °C • månadsnederbörd i mm • Källa: | temperaturer i °C • månadsnederbörd i mm • Källa: | temperaturer i °C • månadsnederbörd i mm • Källa: | temperaturer i °C • månadsnederbörd i mm • Källa: | temperaturer i °C • månadsnederbörd i mm • Källa: | temperaturer i °C • månadsnederbörd i mm • Källa: | temperaturer i °C • månadsnederbörd i mm • Källa: | temperaturer i °C • månadsnederbörd i mm • Källa: | temperaturer i °C • månadsnederbörd i mm • Källa: | temperaturer i °C • månadsnederbörd i mm • Källa: |
|         | 366 1 -4                                          | 294 1 -5                                          | 281 3 -3                                          | 172 7 0                                           | 147 12 4                                          | 181 15 7                                          | 180 17 10                                         | 233 16 9                                          | 299 13 7                                          | 363 8 3                                           | 335 4 -1                                          | 383 1 -4                                          |

Klimat för Fannaråki 1932–2014 (2 063 m ö.h.), fjälltopp i Jotunheimen
|                                            | Jan   | Feb   | Mar   | Apr   | Maj  | Jun  | Jul   | Aug   | Sep   | Okt   | Nov   | Dec   |
| ------------------------------------------ | ----- | ----- | ----- | ----- | ---- | ---- | ----- | ----- | ----- | ----- | ----- | ----- |
| Normaldygnets maximitemperaturs medelvärde | −8,7  | −8,9  | −7,2  | −5,1  | −0,4 | 3,2  | 5,3   | 4,6   | 0,9   | −2,5  | −5,7  | −7,5  |
| Normaldygnets minimitemperaturs medelvärde | −13,4 | −13,9 | −12,4 | −10,3 | −5,6 | −1,8 | 0,5   | 0,2   | −3,1  | −6,5  | −9,1  | −12,0 |
|                                            |       |       |       |       |      |      |       |       |       |       |       |       |
| Nederbörd                                  | 100,9 | 97,2  | 83,6  | 85,2  | 59,4 | 76,1 | 108,4 | 117,2 | 113,2 | 101,9 | 103,2 | 114,4 |

| Diagram | temperaturer i °C • månadsnederbörd i mm • Källa: | temperaturer i °C • månadsnederbörd i mm • Källa: | temperaturer i °C • månadsnederbörd i mm • Källa: | temperaturer i °C • månadsnederbörd i mm • Källa: | temperaturer i °C • månadsnederbörd i mm • Källa: | temperaturer i °C • månadsnederbörd i mm • Källa: | temperaturer i °C • månadsnederbörd i mm • Källa: | temperaturer i °C • månadsnederbörd i mm • Källa: | temperaturer i °C • månadsnederbörd i mm • Källa: | temperaturer i °C • månadsnederbörd i mm • Källa: | temperaturer i °C • månadsnederbörd i mm • Källa: | temperaturer i °C • månadsnederbörd i mm • Källa: |
|         | 101 -9 -13                                        | 97 -9 -14                                         | 84 -7 -12                                         | 85 -5 -10                                         | 59 -0 -6                                          | 76 3 -2                                           | 108 5 1                                           | 117 5 0                                           | 113 1 -3                                          | 102 -3 -7                                         | 103 -6 -9                                         | 114 -8 -12                                        |

Klimat för Tännäs 1991–2020 (723 m ö.h.), fjällby i Härjedalen
|                                            | Jan   | Feb   | Mar  | Apr  | Maj  | Jun  | Jul  | Aug  | Sep  | Okt  | Nov  | Dec  |
| ------------------------------------------ | ----- | ----- | ---- | ---- | ---- | ---- | ---- | ---- | ---- | ---- | ---- | ---- |
| Normaldygnets maximitemperaturs medelvärde | −4,0  | −3,2  | 0,2  | 4,9  | 11,0 | 15,5 | 18,4 | 16,7 | 11,8 | 4,8  | −0,8 | −3,4 |
| Normaldygnets minimitemperaturs medelvärde | −10,0 | −10,1 | −7,9 | −3,4 | 0,7  | 4,8  | 7,6  | 6,6  | 3,2  | −1,4 | −6,0 | −9,1 |
|                                            |       |       |      |      |      |      |      |      |      |      |      |      |
| Nederbörd                                  | 36,3  | 28,4  | 27,6 | 49,3 | 65,1 | 76,7 | 87,8 | 76,3 | 44,6 | 48,3 | 42,6 | 33,3 |

| Diagram | temperaturer i °C • månadsnederbörd i mm • Källa: | temperaturer i °C • månadsnederbörd i mm • Källa: | temperaturer i °C • månadsnederbörd i mm • Källa: | temperaturer i °C • månadsnederbörd i mm • Källa: | temperaturer i °C • månadsnederbörd i mm • Källa: | temperaturer i °C • månadsnederbörd i mm • Källa: | temperaturer i °C • månadsnederbörd i mm • Källa: | temperaturer i °C • månadsnederbörd i mm • Källa: | temperaturer i °C • månadsnederbörd i mm • Källa: | temperaturer i °C • månadsnederbörd i mm • Källa: | temperaturer i °C • månadsnederbörd i mm • Källa: | temperaturer i °C • månadsnederbörd i mm • Källa: |
|         | 36 -4 -10                                         | 28 -3 -10                                         | 28 0 -8                                           | 49 5 -3                                           | 65 11 1                                           | 77 16 5                                           | 88 18 8                                           | 76 17 7                                           | 45 12 3                                           | 48 5 -1                                           | 43 -1 -6                                          | 33 -3 -9                                          |

Klimat för Kvikkjokk-Årrenjarka automatstation 1991–2020 (315 m ö.h.), fjällby nära Sarek
|                                            | Jan   | Feb   | Mar   | Apr  | Maj  | Jun  | Jul  | Aug  | Sep  | Okt  | Nov   | Dec   |
| ------------------------------------------ | ----- | ----- | ----- | ---- | ---- | ---- | ---- | ---- | ---- | ---- | ----- | ----- |
| Normaldygnets maximitemperaturs medelvärde | −9,0  | −7,4  | −1,2  | 4,6  | 10,4 | 16,4 | 19,7 | 17,4 | 11,6 | 3,8  | −3,7  | −6,8  |
| Normaldygnets minimitemperaturs medelvärde | −19,7 | −19,1 | −14,1 | −7,0 | −1,2 | 4,6  | 8,1  | 6,0  | 1,8  | −4,1 | −11,8 | −16,7 |
|                                            |       |       |       |      |      |      |      |      |      |      |       |       |
| Nederbörd                                  | 40,0  | 33,0  | 26,8  | 26,0 | 37,0 | 59,3 | 89,0 | 67,3 | 50,4 | 41,4 | 43,6  | 44,8  |

| Diagram | temperaturer i °C • månadsnederbörd i mm • Källa: | temperaturer i °C • månadsnederbörd i mm • Källa: | temperaturer i °C • månadsnederbörd i mm • Källa: | temperaturer i °C • månadsnederbörd i mm • Källa: | temperaturer i °C • månadsnederbörd i mm • Källa: | temperaturer i °C • månadsnederbörd i mm • Källa: | temperaturer i °C • månadsnederbörd i mm • Källa: | temperaturer i °C • månadsnederbörd i mm • Källa: | temperaturer i °C • månadsnederbörd i mm • Källa: | temperaturer i °C • månadsnederbörd i mm • Källa: | temperaturer i °C • månadsnederbörd i mm • Källa: | temperaturer i °C • månadsnederbörd i mm • Källa: |
|         | 40 -9 -20                                         | 33 -7 -19                                         | 27 -1 -14                                         | 26 5 -7                                           | 37 10 -1                                          | 59 16 5                                           | 89 20 8                                           | 67 17 6                                           | 50 12 2                                           | 41 4 -4                                           | 44 -4 -12                                         | 45 -7 -17                                         |

## Historia
Skanderna ingår i de urgamla Kaledoniderna, som formades för 400 miljoner år sedan, genom en kollision mellan dåvarande kontinenterna Laurentia (nuvarande Nordamerika) och Baltika (nuvarande Skandinavien). Denna bergskedja hade en höjd som sannolikt var jämförbar med nuvarande Himalayas, men blev nästan helt utjämnad av erosionen under de årmiljoner som följde efter att den bildats. Den nuvarande topografin uppkom mycket närmare nutiden, genom en tektonisk upplyftning av alla kontinentalsocklarna i norra Atlanten under Paleogen och Neogen (det vill säga för 60 miljoner år sedan). Denna upplyfta peneplan blev åter igen eroderad av glaciärerna under Kvartär (den nuvarande geologiska eran). Erosionen var särskilt verksam på den västra sidan av bergskedjan och formade där djupa glaciärdalar. Många av dessa når ned till den nuvarande havsnivån och utgör de välkända norska fjordarna. 

### Geologi

Helags är det högsta svenska fjället söder om polcirkeln.

Kaledoniderna är bland de äldsta bergskedjorna i världen. De bildades troligen för 430–450 miljoner år sedan, och topografin vittrades därefter till största del ned med tiden. Främsta bergart är urbergsarter som gnejs och granit. På flera platser i västra fjällen består berggrunden även av näringsrik vittrad kalksten samt svårvittrad hårdskiffer. I Jämtland och Lappland finns Sveriges längsta karstgrottor som bildats genom att kalkberg vittrat sönder.

#### Geomorfologi

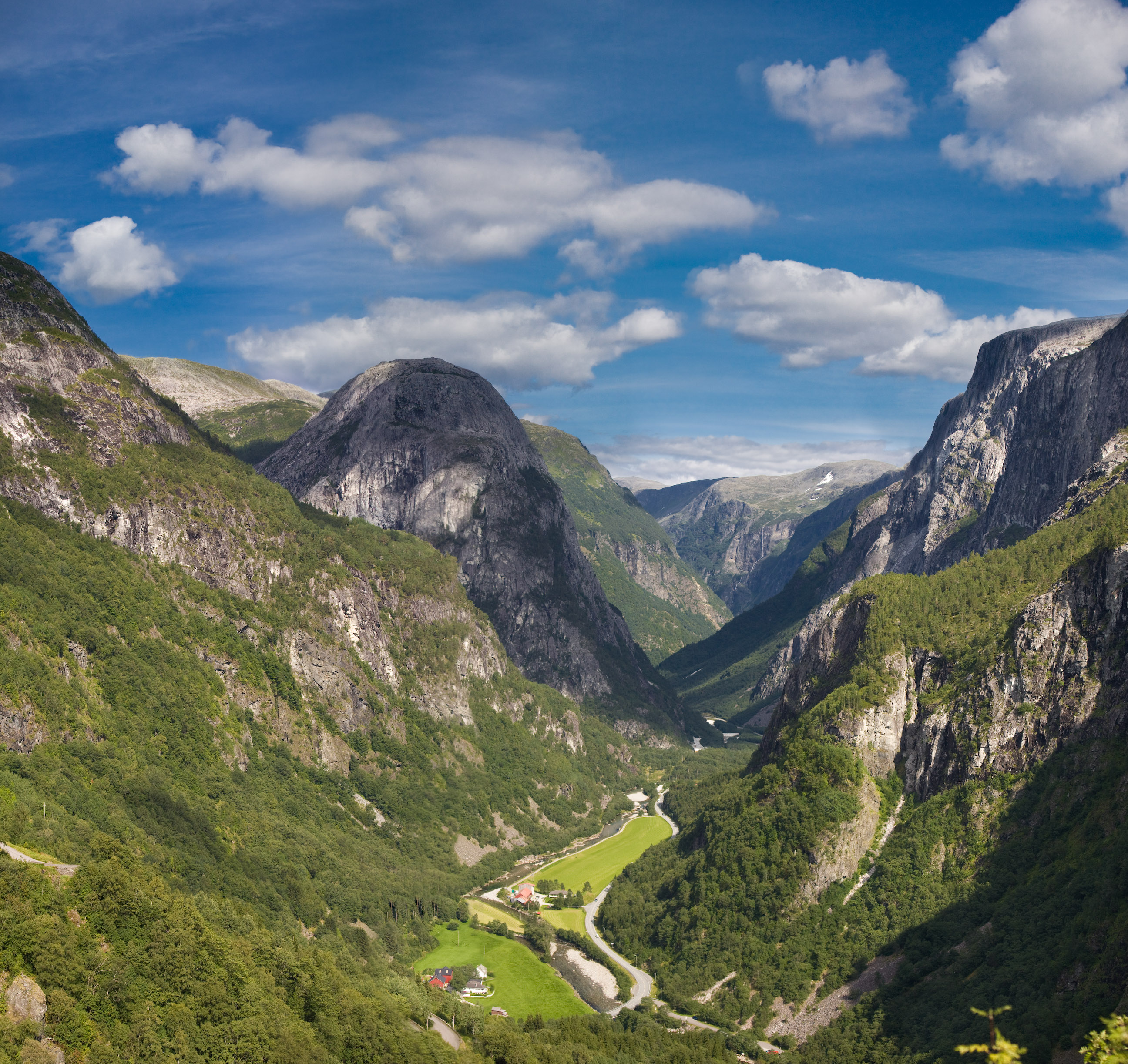
Dalen ned mot Gudvangen. Den norska sidan har en lokalt mycket uttalad relief.

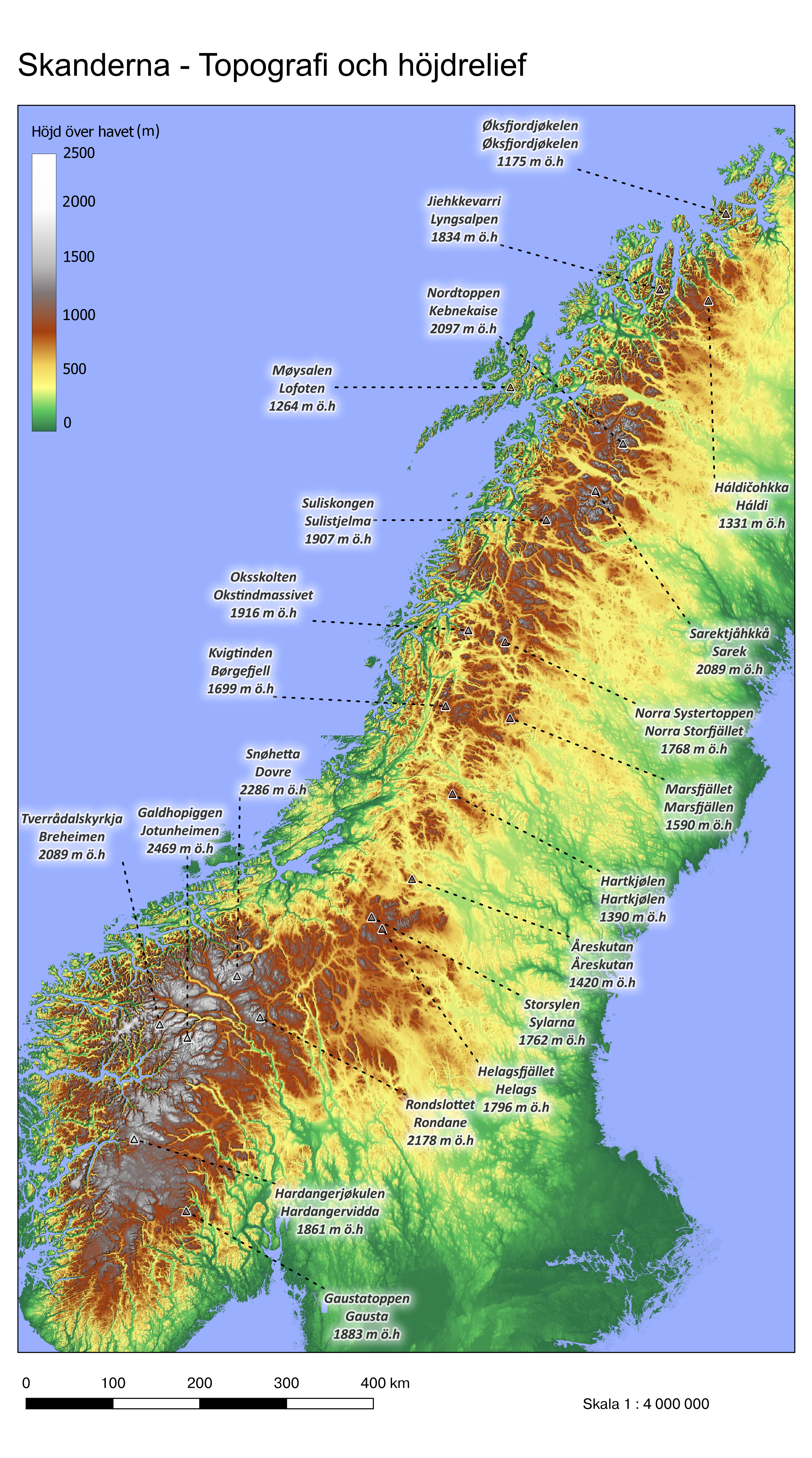
Karta med bergskedjan topografi gestaltad och de högsta topparna angivna.

Skanderna består av två höghöjdsområden (upp till över 2 000 meter över havet), ett i söder och ett i norr, som åtskiljs av ett lägre område (upp till 1 200 m ö.h.) i höjd med Trondheimsfjorden. Det södra området, vilket också är det större (30 mil), är kupolformat och har sitt centrum i Jotunheimen. Här återfinns de flesta av bergskedjans högsta toppar, bland annat bergskedjans högsta punkt Galdhøpiggen (2 469 m ö.h.) Jotunheimen-området är i sin tur omgivet andra höga massiv, som Hurrungane, Breheimen, Reinheimen, Dovrefjell och Rondane. Detta område sträcker sig norrut till Sylarnas bergsmassiv och Helagsfjället vid gränsen mot Sverige och söderut till den vidsträckta högplatån Hardangervidda och successivt fram till havet.
Norr om det södra höghöjdsområdet, i en linje med Trondheim i söder upp Rørvik på västra sidan och från Åre till Borgafjäll på svenska sidan, är terrängen lägre och topografin flackare . Här löper dalar tvärs genom bergskedjan på relativt låg nivå jämfört med längre norr- och söderut. I Ströms Vattudal är det exempelvis möjligt att genomkorsa fjällkedjan på nivåer kring 400 meter över havet, och Karl X Gustav avsåg att med slussar göra hela leden segelbar ända ned till svenska kusten för att skapa förbindelse med Trondheim. Fjällen överskrider i denna region endast undantagsvis 1 400 meter över havet, och till de högsta topparna hör Åreskutan och Hestkjøltoppen i Hestkjølmassivet (Hartkjølen). Välkända fjällområden i detta område inkluderar Skäckerfjällen, Forollshogna, Offerdalsfjällen och Frostvikenfjällen.  
Skandernas norra del består av ett höghöjdsområde som når sin högsta höjd vid Kebnekaise-massivet (2 098 m ö.h.), samt i Sarek. Även detta område genomkorsas av dalar som kan vara djupt nedskurna och väl utbildade, se exempelvis Rapadalen. Massiven ligger dock tätare, når högre altitud och medelhöjden är tydligt högre jämfört med fjällen kring norra Jämtland och Trøndelag. 
Mellan massivens toppar bildas ett nätverk av dalar som kan nå ned till 300 m ö.h. i öster och ibland till under havsytan i väster. Det är därför Norges västkust genomskärs av ett stort antal fjordar: glaciärdalar som invaderas av havet. Den största av dessa fjordar, Sognefjorden, når nästan 20 mil in i landet.
På grund av de många, långa och förgrenade fjordarna är kusten så mycket som 83 281 km lång, det vill säga två gånger jordens omkrets.
Bergskedjans topografi delas ofta in i flera relief-kategorier. Dessa baseras framför allt på den lokala reliefen, det vill säga den maximala höjdskillnaden inom ett litet område. De områden där den lokala reliefen är mest uttalad (höjdskillnader om mer än 700 meter) räknas som alpina: det handlar särskilt om de allra högsta områdena (Jotunheimen, Sarek-Kebnekaise) och kustområden som genomskärs av dalar och fjordar. Den lokala reliefen överskrider där på sina ställen 1 500 meter och kan vara ännu större om man räknar in de delar som ligger under havets yta i fjordarna, den uppgår till exempel till 1 500 meter i Sognefjorden. De områden som har moderat relief (mellan 400 meter och 700 meter) utgör merparten av kustzonerna. Detta landskap består huvudsakligen av rundade toppar och breda dalar.
Slutligen, innefattar bergskedjan också ett antal högplatåer som vittnar om den urgamla peneplan som denna region var innan den blev upplyft av tektoniska rörelser. Den största av dessa högplatåer, Hardangervidda, är den mest vidsträckta i Europa. I utkanterna är bergskedjan ett böljande slättlandskap, men med några enstaka toppar (typ kopje).

## Djur och natur

### Ekosystemet

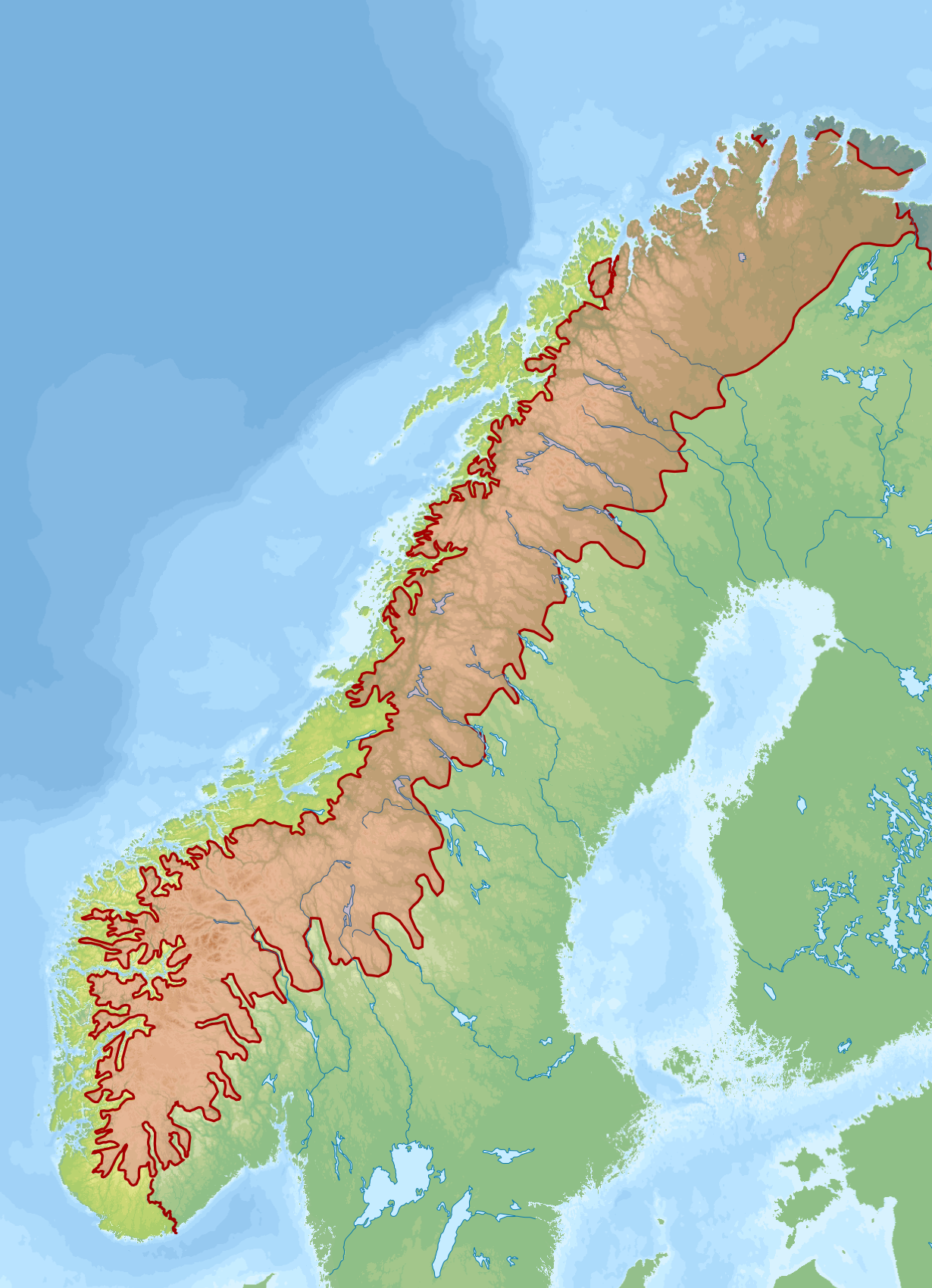
Biogeografiska regioner i de skandinaviska fjällen
Atlantiska zonen
Alpina zonen
Boreala zonen
Arktiska zonen

På grund av de stora variationerna både i höjd över havet och breddgrad samt olika stor påverkan från Atlanten återfinns ganska varierande natur i bergskedjan, från frodiga lövskogar i sydväst till arktisk tundra. Enligt WWF och "Digital map of European Ecological Regions" hos den Europeiska miljöbyrån (AEE) delas bergskedjan in i tre ekologiska regioner: barrskogarna längs Norges västra kust; den ryska och skandinaviska taigan på östra sidan och kring Trondheimsfjorden; och slutligen gräsmarker och fjällbjörkskogarna på hög altitud.
Å andra sidan delar AEE upp bergen i följande tre biogeografiska regioner: den atlantiska zonen längs Norges kust, en boreal zon i öster och en alpin zon. De två klassifikationerna överlappar varandra i merparten av bergskedjan. Undantaget är närvaron av den skandinaviska taigan på den norska kusten runt Trondheimsfjorden och de centrala högländerna. Gränserna mellan AEE:s biogeografiska regioner, korrigerade och förfinade av det norska Direktoratet for naturforvaltning visas i kartan till höger.

#### Evolution
Under kvartär var Skandinavien helt täckt av tjock inlandsis som sträckte sig ända ned till norra Tyskland under de kallaste perioderna. Växterna och en stor del av djuren fanns därför endast söder om glaciärkanten. När inlandsisen drog sig tillbaka kunde olika arter successivt etablera sig på de områden som avtäcktes norrut och uppåt på bergen. Detta skedde också i Alperna. I Skanderna kom först de arter som är anpassade till tundran och installerade sig. Senare kom de som hör hemma i barrskog. De kom från söder eller öster.
Studier har dock visat att det sannolikt fanns mindre områden som förblev isfria inom fjällkedjan där växt- och djurliv kunnat överleva istiden. Detta påvisas bland annat från DNA-analyser från träd och lämlar i regionen.

### Vegetation

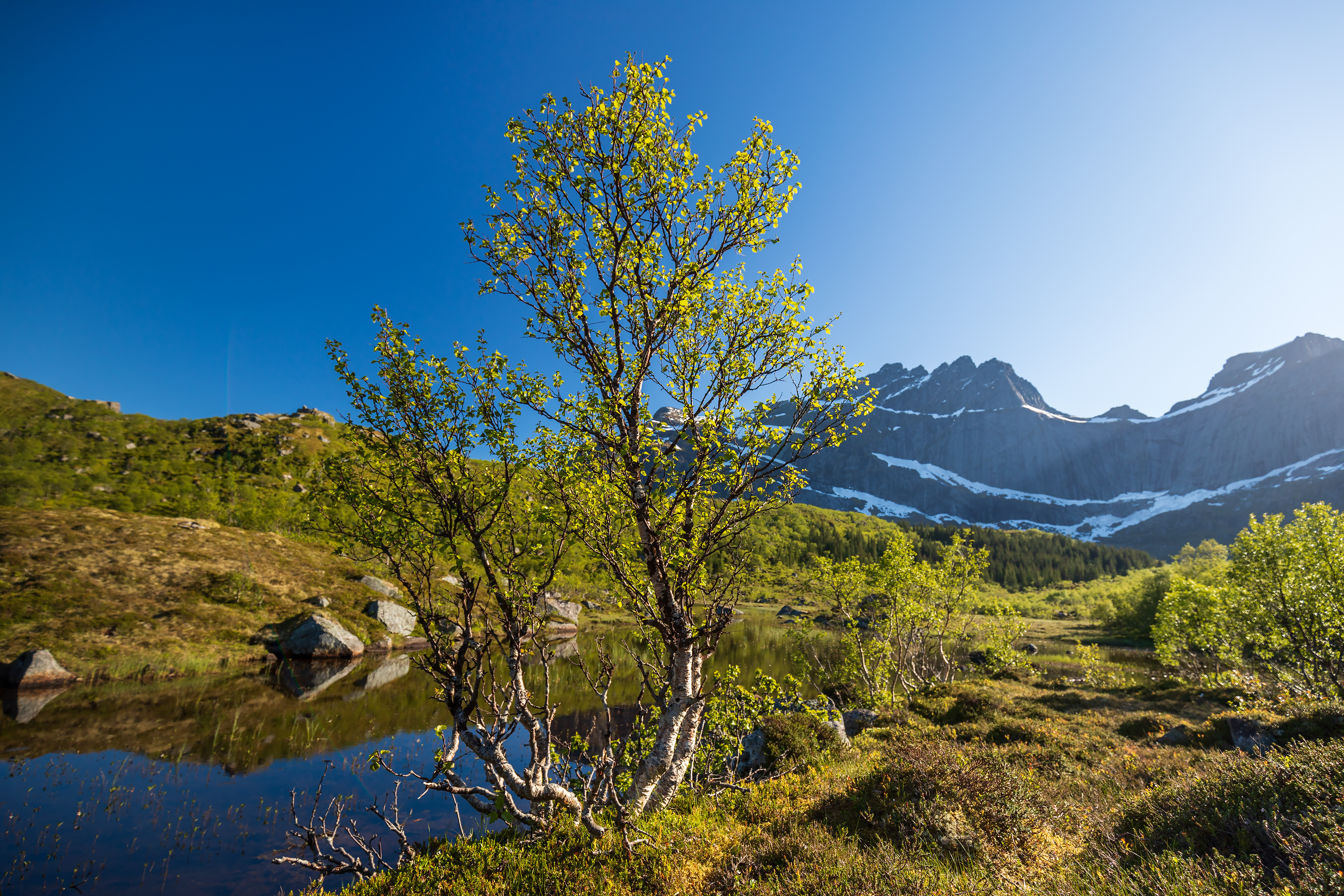
Fjällbjörk bildar vanligen skogsgräns i Skanderna. Här vid Bjønnvatnet, Nordland i Norge.

Vegetationen skiftar beroende på höjd, nederbörd och läge norrut. I de lägre belägna delarna av bergskedjan, inte minst på östra sidan, är barrskog den vanligaste skogstypen.  
I stora delar av bergskedjan övergår barrskogen ofta i fjällbjörkskog på den subalpina nivån nära trädgränsen. Fjällbjörk är vanligen det träd som bildar skogs- och trädgräns. Fjällbjörkskog är som skogstyp unik på många sätt. Den är beroende av närhet till havet. I de sydostliga och mer kontinentala delarna av fjällen är fjällbjörkskogens utbredning vanligen mer begränsad än i de mer maritima fjällen längre norr- och västerut. I bergskedjor med mer kontinentalt klimat än Skanderna utgör normalt barrskog den subalpina regionen. Det är bara på Island, i Skottland och på Kamtjatka-halvön i nordöstra Ryssland som det finns liknande fjällnära björkskog. I södra Skanderna ligger björkskogsregionen vanligen på en nivå från 800–950 m ö.h, medan den befinner sig i regioner mellan 400 och 800 m ö.h i norra Lappland. 
Kalfjället, eller den alpina regionen, är den egentliga fjällvegetationszonen och börjar vid skogsgränsen där fjällbarrskogen eller fjällbjörkskogen slutar. Skog saknas därför men enstaka lågvuxna träd kan förekomma en bit in på kalfjället. Ovanför trädgränsen saknas dock all trädvegetation. Trädgränsen börjar vanligtvis vid en höjd av mellan 600 m ö.h i norr och 1 200 m ö.h i söder. Ovanför denna gräns växer inga träd.  Här dominerar kortvuxna växter som är anpassade till kalfjällets kärva klimat.  
Snöförhållandena på kalfjället är annorlunda jämfört med fjällskogarna. Eftersom kalfjället saknar ett skyddande skikt av trädkronor, fördelas snötäcket mycket ojämnt i terrängen av vindarna genom så kallad snödrivning. Fördelningen blir på grund av terrängen ungefär likadan från år till år och växtlivet har anpassat sig till detta mönster.  
Kalfjället kan delas in i tre bälten efter vilken typ av vegetation som dominerar. Vid skogsgränsen börjar den lågalpina regionen som högre upp övergår i den mellanalpina regionen. Denna övergår i sin tur övergår i den högalpina regionen vid ännu högre höjd. 
I den lågalpina regionen dominerar, i de flesta av de nordiska fjällområdena, olika typer av fjällhed. Växter med förvedad stam och smalbladiga gräsartade växter är vanliga. I den lågalpina regionens nedre delar förekommer ängar med örter och gräs och ibland olika videarter. Detta område är beroende av ett tjockt snötäcke på vintern och syrerikt, rörligt markvatten under sommaren, vilket motverkar torv- och myrbildning. Enstaka fjällmyrar finns dock. Den kalkpåverkade lågörtsängen hör till fjällens artrikaste vegetationstyper. Den lågalpina regionens övre gräns brukar sättas där risbuskarna, särskilt blåbärsriset, slutar växa. 

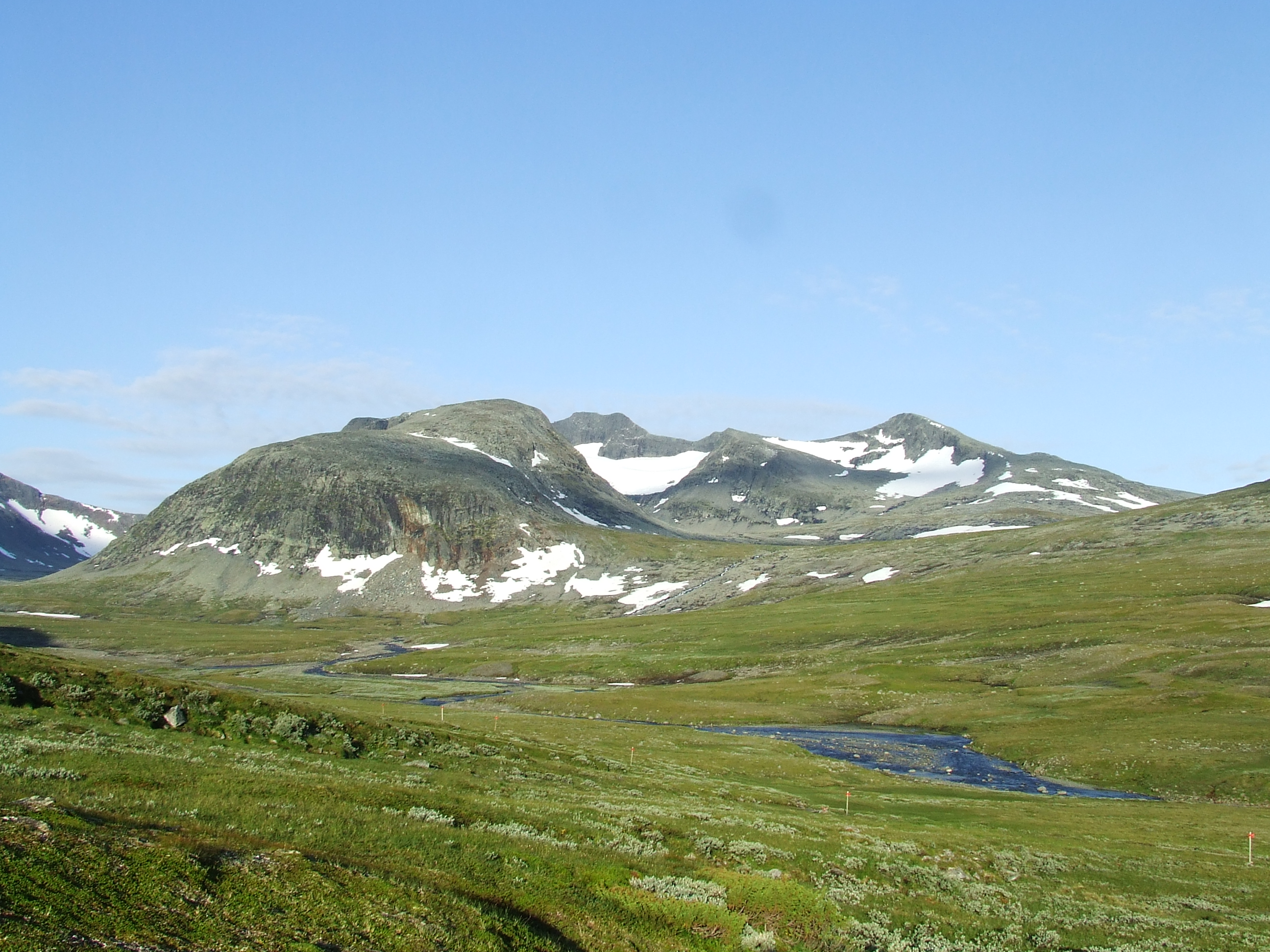
Sylarna på gränsen mellan Jämtland och Trøndelag ligger till största del i den högalpina regionen och tornar upp sig över de låg- och mellanalpina regionerna i omgivningen.

Den mellanalpina regionen kännetecknas mest av gräshedar av olika karaktär med tämligen sluten men ändå gles vegetation. Är klimatet fuktigt, har gräshedarna ängskaraktär. De vedstammade växterna i den lågalpina regionen kräver en vegetationsperiod av tillräcklig längd för att klara uppbyggnaden av nya vedceller. I den mellanalpina regionen är perioden för kort och vedstammade växter saknas därför med vissa undantag. På de högsta höjderna ligger den högalpina regionen. Marken är naken och jord och lösa stenblock ligger öppet. Endast några enstaka växter klarar av det kärva klimatet, främst lavar och mossor. Den nedre gränsen för den mellanalpina regionen befinner sig vanligen 1 100–1 300 m ö.h, medan den nedre gränsen för den högalpina regionen befinner sig 1 200–1 600 m ö.h. 
I Sverige innehar isranunkel höjdrekordet för blommande växter, då den påträffats växande på 2 055 meters höjd på Kebnekaise. Den innehar även höjdrekordet för blommande växter i Norge, med 2 370 meters höjd på Galdhøpiggen. 

### Djurliv

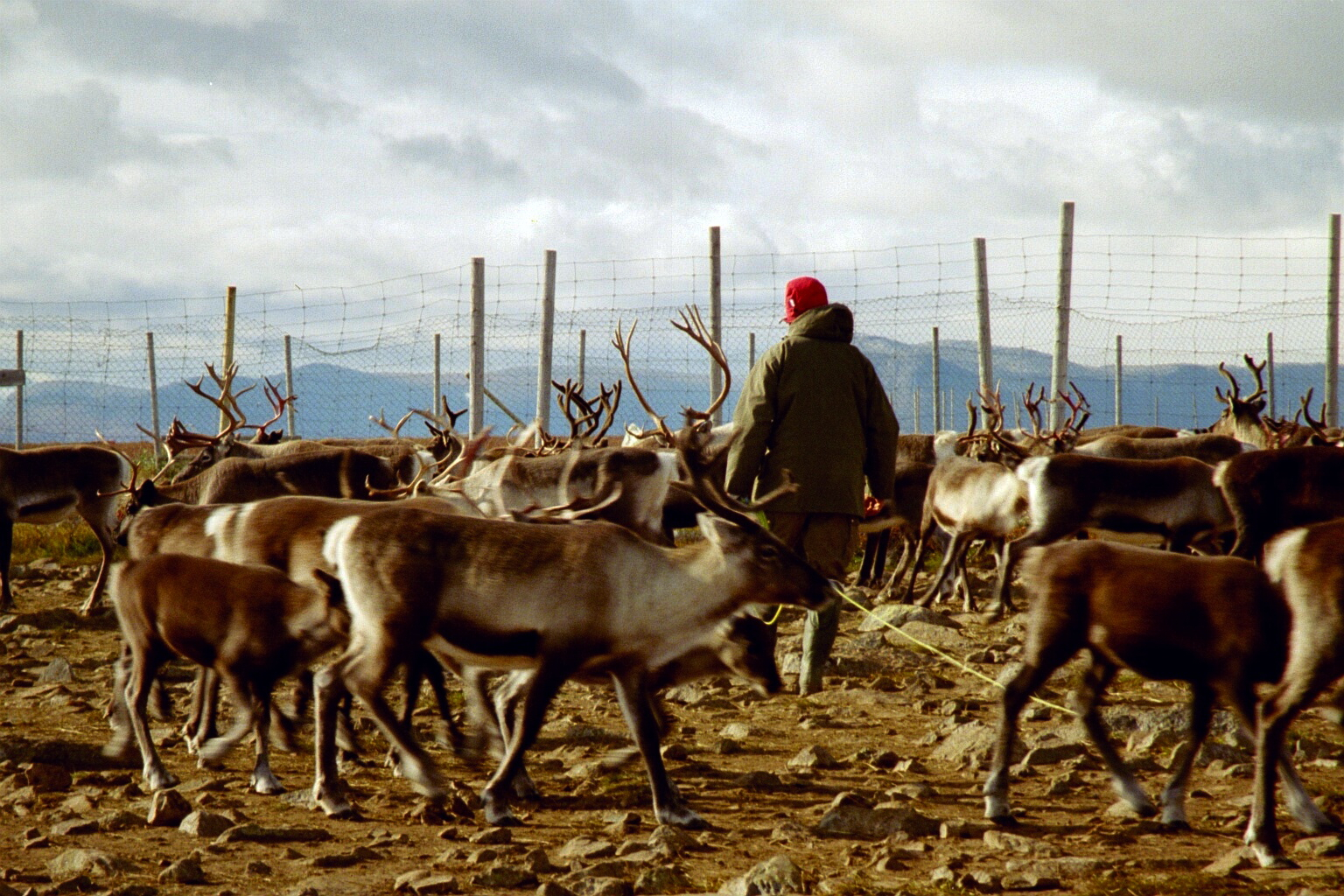
Renen är en viktig art för ekologin i Skanderna. Numera är de flesta renar semidomesticerade och ägs av samerna.

Bland större växtätande däggdjur finns älg, myskoxe och ren.  
Renen har en viktig roll för ekologin i bergskedjan, där måttligt bete har visat sig ha positiv inverkan på diversitet och artantal. Den är mestadels semidomesticerad och sköts numera av samerna. Övergången från jaktsamhälle till pastoralism skedde under 1600-talet när fler städer etablerades i inre Skandinavien, men domesticeringen bedöms ha påbörjats långt tidigare. Tidigare fanns både underarterna skogsvildren (Rangifer tarandus fennicus) och fjällvildren (Rangifer tarandus tarandus) i Skanderna och den fjällnära regionen. I större delen av Skanderna utrotades båda arterna under 1800-talet. Numera finns fjällvildren främst i Södra Norge medan skogsvildrenar saknas. Vildrenens utdöende torde främst sammanhänga med domesticeringen av renar varvid vilda renhjordar successivt införlivades med tamrenhjordar, alternativt trängdes undan från renskötselområdena. 
Bland gnagare och mindre däggdjur hittas skogshare, sork, skogslämmel samt den karakteristiska fjällämmeln. Fjällämmeln utgör Skandinaviens enda endemiska däggdjur, vilket innebär att den är unik för regionen. Arten är mer aggressiv och ljudlig än övriga smågnagare och sätter sig till motvärn mot rovdjur och närgångna fjällvandrare. Under gynnsamma förhållanden kan populationen av lämlar öka kraftigt, och då talar man om så kallade lämmelår. Lämlar förekommer då i stora områden och kan observeras både på kalfjället och lägre belägna områden. Lämmeln är en viktig födotillgång för många rovdjur i Skanderna. Under lämmelår fokuserar många rovdjur sin diet till främst lämlar, fjällrävar ökar i antal och förekomsten av häckande rovfåglar som fjälluggla och fjällvråk ökar. 
Rovdjuren består främst av lodjur, brunbjörn, järv samt den för området hotade arten fjällräv. Tidigare har varg funnits i fjällkedjan, men djuret utrotades till stor del under 1800- och 1900-talet från hela den Skandinaviska halvön. Numera har vargen återetablerat populationer främst i Södra Sverige till följd av invandring österifrån och ett minskat jakttryck. I Skandinaviska fjällkedjan förekommer dock enbart enstaka individer. Vargen orsakar stor skada för tamboskap och renskötsel, och vargen begränsas därför inom renskötselområdena i Skanderna. Vid förekomst av varg som orsakar skada i renskötselområdet sker ofta skyddsjakt, och det kan bli aktuellt med flytt av genetiskt värdefulla vargar. Det förekommer även olaglig tjuvjakt, och handlingsplaner finns upprättade för att minska konflikter med rennäring och lokalbefolkning vid förekomst av varg i renskötselområdet.  
Fjällräven finns på svenska sidan vattendelaren endast i små bestånd i Jämtlands- och Lapplandsfjällen. På senare år har dock populationen börjat återhämta sig till följd av stödutfodring och bevarandeprogram. Tidigare hotades arten av jakt. Numera innebär klimatförändringarna ökad konkurrens från rödräv, vilken tränger undan fjällräven när den sprider sig högre upp i fjällen. Arten hotas också av minskad födotillgång i och med att populationerna av fjällämmel och andra gnagare uppvisat många svaga år. 

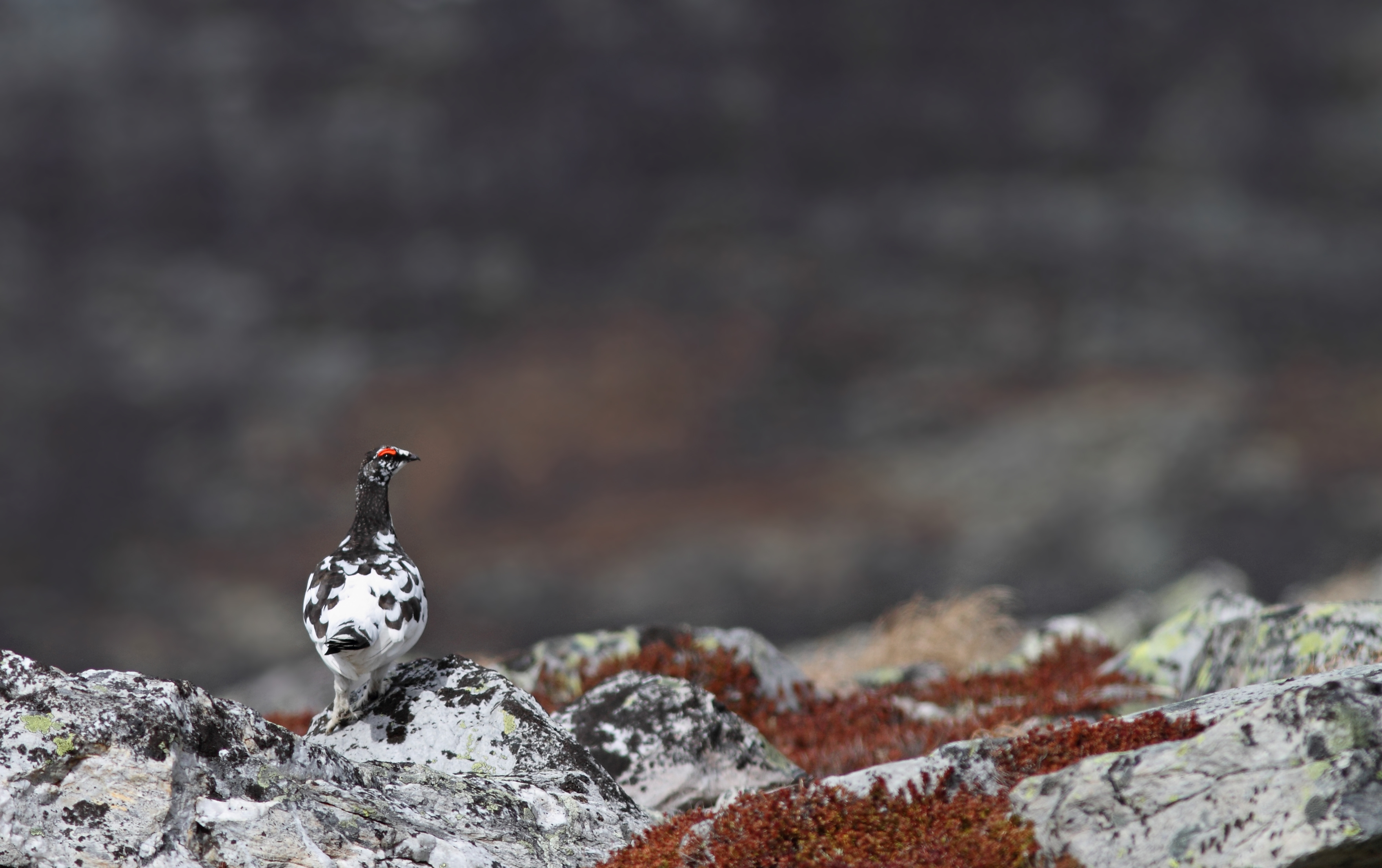
Fjällripan är en typisk fjällspecialist som främst förekommer på kalfjället.

I de svenska fjällen finns 33 arter häckande fåglar som benämnts karakteristiska fjällarter samt fjällspecialister. Bland specialister och indikatorarter utmärks bland annat alfågel, dalripa, fjällripa, fjällpipare, ljungpipare, mosnäppa, fjälllabb, blåhake, ringtrast, lappsparv, snösparv med flera. Bland karakteristiska arter benämns även stenfalk, fjällvråk, jaktfalk med flera. Kungsörn förekommer i delar av fjällen och artens predation på ren har benämnts som ett problem för renskötseln. De flesta fåglar flyttar till varmare breddgrader under vintern, men ett fåtal arter stannar året om. Här märks bland annat dalripa, fjällripa, korp och kungsörn. Bland flyttfåglar märks många vadarfåglar, gäss och änder.

## Befolkning och ekonomi

### Befolkningshistoria
Bergskedjan har varit befolkad ända sedan inlandsisen drog sig tillbaka för cirka 10 000 år sedan. De första invånarna levde huvudsakligen av jakt på renar. Senare kom den indoeuropeiska kulturen och man började med jordbruk och husdjurshållning enligt ett schema av typen transhumans. I de norra delarna har samerna kunna fortsätta leva, genom sitt nära samspel med renarna, även om jakten har övergått i djurskötsel. Även samerna tillämpar transhumans. I samband med bildandet av de skandinaviska länderna runt år 1000 började också transportvägar över bergen att utvecklas, även om de verkade skrämmande och farliga i invånarnas ögon.
Det var gruvdriften som pö om pö drog folk till de bergiga områdena där de sedan utvecklade infrastrukturen. Det dröjde till 1800-talet innan man hade utforskat och kartlagt området fullständigt, vilket i sin tur möjliggjorde turism. Denna handlade huvudsakligen om fotvandring i den vilda naturen. Till detta kom en från 1950-talet gradvis växande vinterturism. 1900-talet påbörjades också exploaterandet av vattenkraften, vilken har mycket stor betydelse för energibalansen i Sverige och ännu större i Norge.

### Turism
Fjällen är ett populärt resmål som besöks både sommar och vintertid. Den största reseanledningen sett till antalet resdagar är alpinskidåkning/utförsåkning. De tre största (sett till antalet liftkortsdagar) resmålen i den svenska fjällkedjan vintertid (enligt SLAO) är Sälen, Åre och Vemdalen. I Norge är de största resmålen Hemsedal och Trysil. Sommartid är den primära reseanledningen fjällvandring men många andra aktiviteter lockar också så som fiske, cykling, löpning mm. Den svenska fjällkedjan rymmer åtta nationalparker, där de flesta är populära utflyktsmål.